# Anomochilus weberi
Anomochilus weberi, comúnmente conocida como serpiente de tubo enana de Weber o serpiente ciega gigante de Sumatra, es una especie de serpiente de la familia de las serpientes de tubo enanas Anomochilidae. Es endémica de las islas de Borneo y Sumatra, donde habita en bosques de dipterocarpáceas de montaña y llanura a altitudes de entre 300 y 1000 metros (entre 980 y 3280 pies). Descrita por el herpetólogo Theodorus Willem van Lidth de Jeude en 1890, se trata de una serpiente robusta y cilíndrica con cabeza pequeña y cola corta y cónica. Es la especie más pequeña de su género, con una longitud total de 230 mm (9,1 pulgadas). Es principalmente de color negro, con rayas pálidas a lo largo de los costados y manchas pálidas que bordean las escamas vertebrales, así como una variedad de otras manchas y marcas pálidas en la cola y la cabeza. Se distingue de las demás especies de su género por su pequeño tamaño, la presencia de una raya pálida a lo largo de los costados y la presencia de manchas pálidas a lo largo del dorso.
Es una especie nocturna y fosorial, es decir, que está adaptada a vivir bajo tierra. Lo más probable es que se alimente de lombrices, serpientes y lagartos sin patas. La especie pone huevos en nidadas de cuatro, algo inusual en su superfamilia, donde la mayoría de las especies da a luz a crías vivas. La Lista Roja de la UICN (Unión Internacional para la Conservación de la Naturaleza) clasifica actualmente a A. weberi con datos insuficientes debido a la falta de información sobre su área de distribución y las amenazas que pesan sobre la especie; sin embargo, puede estar amenazada por la pérdida de hábitat causada por la tala de árboles y la urbanización.

## Taxonomía y sistemática
En 1890, el herpetólogo holandés Theodorus van Lidth de Jeude describió la especie Anomalochilus weberi basándose en un espécimen hembra de dicha especie procedente de Sumatra. También describió el género Anomalochilus en el mismo trabajo y lo creó para la especie. En 1901, el naturalista Carlos Berg renombró el género a Anomochilus, ya que el nombre Anomalochilus ya estaba en uso para un género de escarabajos. El nombre específico, weberi, rinde homenaje al zoólogo germano-holandés Max Wilhelm Carl Weber van Bosse.
A. weberi es una de las tres especies del género de serpientes de tubo enanas Anomochilus, que a su vez es el único género de la familia Anomochilidae. Anomochilidae es una de las tres familias de la superfamilia Uropeltoidea, junto con Uropeltidae y Cylindrophiidae. Sin embargo, los estudios genéticos indican que Cylindrophiidae es parafilética (no contiene todos los descendientes de un ancestro común) con respecto a Anomochilidae, y algunas autoridades consideran que Anomochilidae forma parte de Cylindrophiidae.

## Descripción
Como otras especies de su género, A. weberi es cilíndrica, con una cabeza pequeña y redondeada y una cola corta y cónica. Es la serpiente Anomochilus más pequeña, con una longitud total de 230 mm (9,1 pulgadas). La cabeza es continua con el cuello y, a pesar de que la especie es fosorial (está adaptada a vivir bajo tierra), de la especie, el hocico no tiene refuerzos para ayudar a excavar. El dorso es liso, con escamas ligeramente más grandes que la parte inferior. La especie también carece por completo del pulmón izquierdo. Tiene la parte inferior completamente negra y la superior negra, con rayas pálidas a lo largo de los costados y manchas pálidas bordeando las escamas vertebrales. Las escamas prefrontales y las anales son blanquecinas, y la parte inferior de la cola tiene una banda blanquecina que forma un semianillo alrededor de la cola. Las partes inferiores tienen dos filas de manchas blancas irregulares y la punta de la cola también tiene dos pequeñas manchas pálidas. Cuando se conserva en alcohol, el color de la especie pasa a ser principalmente marrón.
A. weberi tiene 19 filas de escamas (excluyendo las escamas ventrales) en la parte media del cuerpo. Tiene entre 242 y 248 escamas medioventrales (escamas situadas en el centro de la parte inferior) y entre 6 y 8 escamas subcaudales (escamas situadas entre la cloaca y la punta de la cola). La especie puede diferenciarse de otras serpientes de fuera de su género por su cabeza y ojos pequeños, las grandes escamas de la frente, una única escama nasal que bordea la segunda escama supralabial, la ausencia de escamas loreales y preoculares, una única escama postocular y la falta de surco mental.
Es la única especie de Anomochilus de Sumatra, pero coexiste con sus dos congéneres de Borneo. Se diferencia de A. monticola y A. leonardi por la presencia de rayas pálidas a lo largo de sus costados y una escama parietofrontal pareada en la frente.

## Distribución y hábitat
A. weberi solo se conoce actualmente en las Islas mayores de la Sonda, en el archipiélago indonesio, concretamente en Sumatra y Borneo. En Borneo, se encuentra cerca de Kutai (Kalimantan); en Sumatra, se conoce en Padang Pariaman y en el monte Talakmau, al oeste de Sumatra (Indonesia). Se cree que habita en bosques de dipterocarpáceas de montaña y de tierras bajas a altitudes de entre 300 y 1000 metros (entre 980 y 3280 pies), y, al igual que otras especies de su género, es fósil.

## Ecología y conservación
A. weberi es nocturna y fosorial. La ecología de la especie está poco estudiada y se sabe poco sobre su dieta y hábitos reproductivos. La ausencia del surco mental sugiere que la serpiente se alimenta de invertebrados alargados como las lombrices de tierra y quizá también de vertebrados pequeños y delgados como otras serpientes y lagartos sin patas. La especie pone huevos en nidadas de cuatro, lo que es único dentro de la superfamilia Uropeltoidea, ya que el resto da a luz a crías vivas.
En la actualidad, la Unión Internacional para la Conservación de la Naturaleza clasifica la especie como especie con datos insuficientes debido a la falta de información sobre su área de distribución, el tamaño de su población y las amenazas que la afectan. Puede estar amenazada por la pérdida de hábitat causada por la tala de árboles y la urbanización.